# União das Freguesias de Torre e Portela
Die União das Freguesias de Torre e Portela ist eine portugiesische Gemeinde (Freguesia) im Kreis (Concelho) Amares, Distrikt Braga, im Nordwesten Portugals.

## Geschichte
Die Gemeinde entstand im Zuge der Gebietsreform vom 29. September 2013 durch die Zusammenlegung der ehemaligen Gemeinden Torre und Portela.
Torre wurde Sitz der neuen Verwaltung.

## Demographie

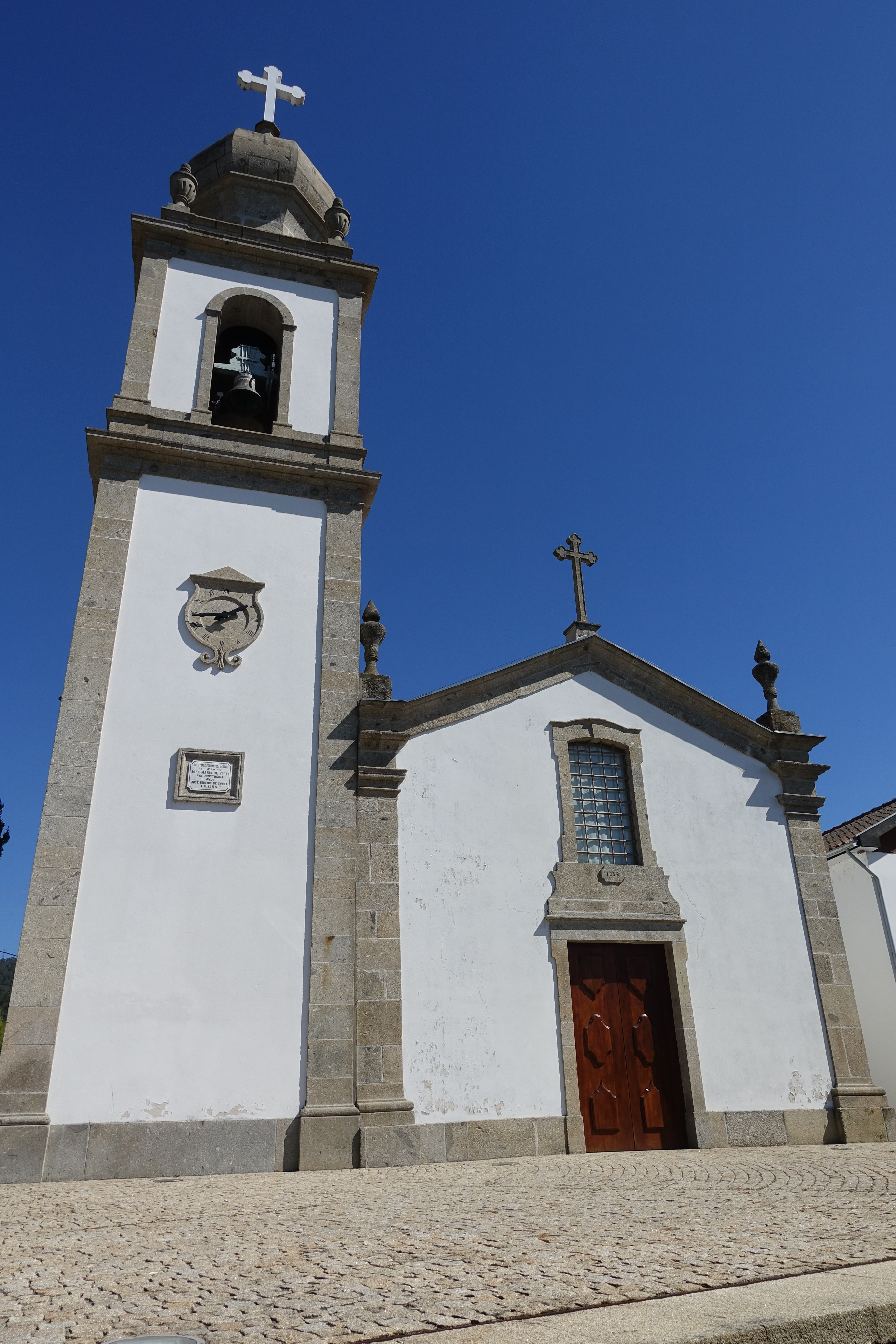
Die Kirche von Torre

| Freguesia | Freguesia       | Freguesia | Freguesia       | ehemalige Freguesias | ehemalige Freguesias | ehemalige Freguesias | ehemalige Freguesias |
| --------- | --------------- | --------- | --------------- | -------------------- | -------------------- | -------------------- | -------------------- |
| Wappen    | Freguesia       | Einwohner | Fläche in (km²) | Wappen               | Freguesia            | Einwohner            | Fläche in (km²)      |
|           | Torre e Portela | 563       | 3,59            |                      | Torre                | 462                  | 1,58                 |
|           | Torre e Portela | 563       | 3,59            | Portela              | 168                  | 2,02                 |                      |